# Vanessa Jerí
Vanessa Tamara Jerí Marruffo (Lima, 2 de diciembre de 1981) es una actriz, modelo, presentadora de televisión, locutora, y asesora de imagen integral, personal y empresarial peruana. Es más conocida por el rol protagónico de Wendy Polar en la serie televisiva Así es la vida.

## Biografía
Vanessa Jerí estudia administración hotelera y turismo en la Universidad San Martín de Porres. Sin embargo, detiene sus estudios al pasar el casting para ser parte de la serie Mil oficios de Panamericana Televisión; que fue de casualidad, ya que ella quería cubrir sus horas de práctica en la parte administrativa del canal. En Mil oficios, interpreta a Carola Olazo, una de las Hermanas Terremoto. Años después, protagoniza la serie Así es la vida de América Televisión bajo el papel de Wendy Polar.
En 2006, participa en la miniserie Las vírgenes de la cumbia 2 de Frecuencia Latina como Soledad Quintanilla, la integrante del grupo Las Diablitas del Sabor. El año siguiente, Jerí actúa en la telenovela dominicana Trópico.
En 2008, actúa en la película Mañana te cuento 2, siendo esté su debut en el cine. Ese mismo año, realiza más de 15 obras de teatro con Ricky Tosso en Teatro desde el teatro por América Televisión. También hace la obra teatral En la cama con Oswaldo Cattone, Sonia Oquendo y Julián Legaspi.
Jerí concursa en el reality show de baile El gran show: primera temporada conducido por Gisela Valcárcel, donde obtiene el quinto puesto tras tres meses de competencia. Seguidamente, conduce el programa de espectáculos Mil disculpas, así como también el bloque de espectáculos de Buenos días, Perú (ambos en Panamericana Televisión). Posteriormente, actúa en la serie La bodeguita.
El 30 de mayo de 2012, se une al programa juvenil de ATV, Combate, cuya sinopsis es de competencias, la cual tuvo que abandonar por una lesión.
En 2013, Jerí conduce el programa de cumbia La súper movida y actúa en la miniserie Los amores de Polo.
El 19 de mayo de 2014, participa en el programa juvenil de América Televisión, Esto es guerra, cuya sinopsis es de competencias, de la cual queda eliminada.
En 2015, es una de las conductoras de Hola a Todos.
El 15 de febrero de 2016, regresa ingresando a la décima temporada de Combate, como nueva animadora de dicho programa. 
En 2021, regresa a la actuación interpretando a Melody en la cuarta de temporada de la serie televisiva De vuelta al barrio. Tras varios años de ausencia, participó en la serie Al fondo hay sitio en 2025, bajo el papel de Bambi Bambarén, la secretaria de Joel Gonzáles. 

## Filmografía

### Televisión

#### Series y telenovelas
- Mil oficios (2001–2003) como Carola Olazo de Chávez / «la Huequis» / «la Chica Terremoto».
- Habla barrio (2003) como Romina Tovar.
- Así es la vida (2004–2006; 2007–2008) como Gwendolyn «Wendy» Polar Campos de Sánchez y Julissa.
- Las vírgenes de la cumbia 2 (2006) como Soledad Quintanilla.
- Camote y Paquete: Camino a casa (2006)
- Camote y Paquete: Aventura de Navidad (2006–2007)
- Rita y yo (2007) como Paris.
- Trópico (2007) como Dolores «Lola» Montalvo.
- Teatro desde el teatro (2007–2008) como varios roles.[11]
- El santo convento (2007–2009)[12]
- Las locas aventuras de Jerry y Marce (2009) como Gwendolyne «Wendy» Polar Campos de Sánchez.
- La bodeguita (2011–12) como Divina.
- Los amores de Polo (2013) como Sonia Mercedes Gisela Valcárcel Álvarez «Gigi».[13][14]
- De vuelta al barrio (2021) como Melody Almudena Treviño Ruiz.[15]
- Al fondo hay sitio (2025) como Bambi Bambarén.[16]

#### Programas
- El gran show (2010) como concursante (6° puesto, sexta eliminada).
- Mil disculpas (2010) como copresentadora.
- El especial del humor (2010; 2011; 2013; 2016) como invitada.[17]
- Buenos días, Perú (2011) como presentadora (Bloque de espectáculos).
- Habacilar: Amigos y rivales (2011) como presentadora del backstage.
- Combate (2012) como concursante (Equipo verde).
- Teletón 2012: Todos somos Teletón (Edición Especial) (2012) como invitada.
- La súper movida (2013) como presentadora.
- La noche es mía (2013) como invitada.
- A las once (2013) como invitada.
- Esto es guerra (2014) como concursante (Equipo de los Leones).
- Estás en todas (2014) como invitada.
- Gisela, el gran show (2014) como concursante invitada (Secuencia: Mi hombre puede).
- Dr. TV (2014) como invitada.
- Versus de colegios (2014) como concursante invitada.
- Al aire (2014; 2016) como invitada.[18]
- Hola a todos (2015) como presentadora.
- Combate (2016) como copresentadora.[19]
- El show después del show (2019) como invitada.
- En boca de todos (2019; 2020; 2021) como invitada.[20]
- América hoy (2021) como invitada.

### Cine
- Mañana te cuento 2 (2008) como Lorena.[21][22]

### Vídeos musicales
- Baila conmigo (2021) como Melody Treviño.

## Radio
- ¡2 por la mañana! (2019) como operadora (Radio: Radio Panamericana).[23][24][25]

## Teatro
- Patapoint
- En la cama (2008)[26][27]

## Distinciones
- Chica 10 de portada (2014)[28]